# 五教科
5教科（ごきょうか）とは主に日本の中学校（前期中等教育機関）における主要な5つの授業教科の総称。英語・数学・国語・理科・社会（地理歴史・公民）を指す。
高等学校（後期中等教育機関）においては教科の細分化によりこれに相当する表現はあまりされない。

## 詳細
中学校では上記の教科は学習面でも、高校入試を意識しても特に重要であるとされる。常にこれらがだけが重要視されているわけではないが、模擬試験や、学校内でも入試の話題になったときに使われる。いずれにせよ高校入試の性質から言われ始めた表現である。
公立高等学校の普通科の入学試験（高校受験）ではこの5つの試験が実施されるため、入試を意識すると生徒・親・学校・塾などのあらゆる場で5教科の対策が重要視される。専門教育を主とする学科では5教科以外に専攻する教科目の試験が実施されるが、多くの中学生は普通科に進学するため、学校もこれらを重視する。

## 高校生における主要教科目
高等学校においてもこれら6教科(社会が地理歴史と公民に分けられるため6教科となる)は大学入試の試験教科になるため重要ではある。しかし高校教育ではこれらがさらに細分化※されるうえに、文系か理系かによって重要な教科目が異なるためこのような表現はあまり見られない。しかしこれは私立大学を志望する受験生に該当し、国立大学では志望する学部、学科等にかかわらず一次試験（旧共通1次試験・センター試験）ですべての教科（体育・芸術などを除く）が課されるため、似たような表現として6教科7科目がある。※）
また、2022年度より学習指導要領改訂のため、情報Iが必修化される。このため、今後はさらに呼び名が変化していくと思われる。
- 英語⇒英語コミュニケーションⅠ・英語コミュニケーションⅡ・英語コミュニケーションⅢ・論理・表現Ⅰ・論理・表現Ⅱ・論理・表現Ⅲなど
- 数学⇒数学Ⅰ・数学Ⅱ・数学Ⅲ・数学A・数学B・数学Cなど
- 国語⇒現代の国語・言語文化・論理国語・文学国語・国語表現・古典探究など
- 理科⇒科学と人間生活・物理基礎・物理・化学基礎・化学・生物基礎・生物・地学基礎・地学など
- 社会⇒教科としては地理歴史と公民に分割され、教科名としての社会科は存在しない。
  - 地理歴史（地歴）⇒地理総合・地理探究・歴史総合・日本史探究・世界史探究など
  - 公民⇒公共・倫理・政治・経済などに分かれる。